# Quỳnh Phụ, Hưng Yên
Quỳnh Phụ là một xã thuộc tỉnh Hưng Yên, Việt Nam.

## Địa lý
Xã Quỳnh Phụ nằm ở phía đông nam của tỉnh Hưng Yên, có vị trí địa lý:
- Phía bắc giáp xã Minh Thọ.
- Phía đông giáp xã Đồng Bằng.
- Phía nam giáp các xã Quỳnh An.
- Phía tây giáp các xã Nguyễn Du.

## Lịch sử
Ngày 16 tháng 6 năm 2025, Ủy ban Thường vụ Quốc hội ban hành Nghị quyết số 1666/NQ-UBTVQH15 về việc sắp xếp các đơn vị hành chính cấp xã của tỉnh Hưng Yên năm 2025. Theo đó, sắp xếp toàn bộ diện tích tự nhiên, quy mô dân số của thị trấn Quỳnh Côi và các xã Quỳnh Hải, Quỳnh Hội, Quỳnh Hồng, Quỳnh Mỹ, Quỳnh Hưng thành xã mới có tên gọi là xã Quỳnh Phụ.